# 2,3,4-trichloorfenol
2,3,4-trichloorfenol is een organische verbinding met als brutoformule C6H3Cl3O. De stof komt voor als een wit poeder of als witte naaldvormige kristallen met een kenmerkende geur, die quasi-onoplosbaar zijn in water.

## Toxicologie en veiligheid
De stof ontleedt bij verhitting of bij verbranding met vorming van giftige dampen. 2,3,4-trichloorfenol reageert met oxidatiemiddelen, zuuranhydriden en acylchloriden.
De stof is irriterend voor de ogen, de huid en de luchtwegen.